# Hau Pei-tsun
Hau Pei-tsun (郝柏村, pinyin : Hǎo Bǎicūn), né le 13 juillet 1919 à Yancheng et mort le 30 mars 2020 à Taipei (Jiangsu), est le Premier ministre de Taïwan du 30 mai 1990 au 10 février 1993 et un général de l’armée de la république de Chine.

## Biographie
Né le 13 juillet 1919 à Yancheng, dans le Jiangsu, dans une famille aisée, Hau a reçu une formation militaire de l'Académie de Huangpu, du collège de guerre de l'université des forces armées, de l'université de la Défense nationale, et du Command and General Staff College américain. 
Hau a été nommé officier d'artillerie de l'Armée nationale révolutionnaire en 1938 et a servi dans les forces expéditionnaires chinoises aux Indes pendant la Seconde Guerre mondiale. Pendant la guerre civile chinoise qui a suivi, il était officier d'état-major.
En tant que commandant de la 9e division d'infanterie de 1958 à 1961, Hau dirigea la résistance au bombardement de Quemoy par l'Armée populaire de libération, qui dura 44 jours. Il a commandé le 3e Corps de 1963 à 1965 et a été assistant principal de Tchang Kaï-chek de 1965 à 1970. Il a poursuivi sa carrière dans l'armée en tant que commandant de la 1re Armée de campagne de 1970 à 1973, commandant en chef adjoint de l'armée de terre de la République de Chine de 1975 à 1977, chef d'état-major principal au ministère de la Défense nationale de 1977 à 1978, commandant en chef de l'armée de terre de la République de Chine de 1978 à 1981 et chef d'état-major au ministère de la Défense nationale de 1981 à 1989. Il a reçu l'ordre du président Chiang Ching-kuo d'enquêter sur le Massacre de Lieyu en mai 1987.
Il a été membre du Comité central permanent du Kuomintang de 1984 à 1993 et a été ministre de la Défense nationale de 1989 à 1990, date à laquelle il a été nommé premier ministre. Il a été nommé par le président Lee Teng-hui en partie pour apaiser la faction conservatrice au sein du KMT qui menaçait de lui opposer un candidat lors des élections présidentielles de mars 1990. La nomination de Hau a suscité des protestations chez ceux qui pensaient que c'était une régression vers un régime militaire, tandis que le président Lee a défendu sa décision en déclarant qu'il appréciait la position dure de Hau sur la criminalité. En tant que Premier ministre, il a obtenu des cotes de popularité élevées (même supérieures à celles de Lee). Il a réprimé durement la criminalité et a promu un plan de développement économique de plusieurs milliards de dollars visant à industrialiser Taïwan. Hau a présenté sa démission en janvier 1993 après les piètres résultats du KMT lors des élections législatives de 1992.
Nommé comme l'un des quatre vice-présidents du KMT au 14e Congrès du Parti (immédiatement après la défection de la Nouvelle Alliance du Kuomintang) dans le cadre d'un autre effort de Lee pour apaiser la faction continentale, Hau a conservé ce poste de 1993 à 1995.
Il a été expulsé du Kuomintang pour son soutien aux candidats du Parti démocrate progressiste aux élections législatives de 1995 et a été nommé candidat à la vice-présidence de Lin Yang-kang à l'élection présidentielle de 1996. Hau a rejoint le KMT en 2005.